# خويفيرة فاليزية
خويفيرة فاليزية (الاسم العلمي:Koeleria vallesiana) هي نوع من النباتات تتبع جنس الخويفيرة من الفصيلة النجيلية.